# Есеевка
Есеевка — деревня в Саратовском районе Саратовской области России. С апреля 2021 года входит в состав городского округа Саратова.

## География
Расположена на юго-западе Саратовского района, на берегу реки Волги. Расстояние до административного центра села Синенькие - 2 км, до областного центра составляет 51 км. С административным центром поселения деревня связана автодорогой с твёрдым покрытием. В Есеевке расположены три улицы: Волжская, Дачная, Огородная. Также к территории населённого пункта относятся территории восьми садовых некоммерческих товарищества. 
Климат в деревне умеренно холодный. Наблюдается большое количество осадков, даже в самый засушливый месяц (согласно классификации климатов Кёппена — Dfa). Среднегодовая температура в Есеевке — 6,7 °C. Среднегодовая норма осадков — 410 мм. Наименьшее количество осадков выпадает в марте и составляет 22 мм. Наибольшее количество осадков выпадает в июне, в среднем 42 мм.
| Показатель                          | Янв. | Фев. | Март | Апр. | Май  | Июнь | Июль | Авг. | Сен. | Окт. | Нояб. | Дек. | Год |
| ----------------------------------- | ---- | ---- | ---- | ---- | ---- | ---- | ---- | ---- | ---- | ---- | ----- | ---- | --- |
| Средняя температура, °C             | −9,9 | −9,6 | −3,6 | 8,4  | 16,2 | 20,7 | 22,6 | 21,1 | 14,9 | 6,9  | −1,1  | −6,4 | 6,7 |
| Норма осадков, мм                   | 35   | 24   | 22   | 24   | 35   | 42   | 42   | 42   | 39   | 31   | 39    | 35   | 410 |
| Источник: Есеевка (норма 1982-2012) |      |      |      |      |      |      |      |      |      |      |       |      |     |

Деревня Есеевка, как и вся Саратовская область, находится в часовой зоне МСК+1. Смещение применяемого времени относительно UTC составляет +4:00.

## Население
| 2010 |
| ---- |
| 16   |

На 1 января 2020 год в деревне проживало 12 человек, по национальному составу все русские. 